# Municipio de Clifton (condado de Wilson)
El municipio de Clifton (en inglés: Clifton Township) es un municipio ubicado en el condado de Wilson en el estado estadounidense de Kansas. En el año 2010 tenía una población de 364 habitantes y una densidad poblacional de 3,91 personas por km².

## Geografía
El municipio de Clifton se encuentra ubicado en las coordenadas 37°41′29″N 95°43′21″O / 37.69139, -95.72250. Según la Oficina del Censo de los Estados Unidos, el municipio tiene una superficie total de 93.21 km², de la cual 92,3 km² corresponden a tierra firme y (0,98 %) 0,91 km² es agua.

## Demografía
Según el censo de 2010, había 364 personas residiendo en el municipio de Clifton. La densidad de población era de 3,91 hab./km². De los 364 habitantes, el municipio de Clifton estaba compuesto por el 97,53 % blancos, el 1,1 % eran amerindios y el 1,37 % eran de una mezcla de razas. Del total de la población el 0,82 % eran hispanos o latinos de cualquier raza.